# 田师傅镇
田师傅镇，是中华人民共和国辽宁省本溪市本溪满族自治县下辖的一个乡镇级行政单位。

## 行政区划
田师傅镇下辖以下地区：
建设社区、铁路社区、大东社区、河北社区、荣桥社区、西山社区、东山社区、东风社区、大卜村、全家堡村、未卜村、太平村、铁刹山村和田师傅工业园区社区。